# Kauczuk (obwód kurski)
Kauczuk (ros. Каучук) – osiedle typu wiejskiego w zachodniej Rosji, w sielsowiecie szeptuchowskim rejonu korieniewskiego w obwodzie kurskim.

## Geografia
Miejscowość położona jest w dorzeczu rzeki Kriepna (dopływu Sejmu), 3,5 km od centrum administracyjnego sielsowietu szeptuchowskiego (Szeptuchowka), 22 km od centrum administracyjnego rejonu (Korieniewo), 75 km od Kurska. Osiedle otoczone jest uroczyskami: Curki, Dubrawa, Bolszoj Les.
W granicach miejscowości znajdują się ulice: Koopieratiwnaja, Ługowaja, Magistralnaja, Mikojana, Mołodiożnaja, Nadprudnaja, Sadowaja, Szkolnaja, Zielonaja.

## Demografia
W 2010 r. miejscowość zamieszkiwało 610 osób.